# بخش مک آرتور (شهرستان لوگان، اوهایو)
بخش مک آرتور (به انگلیسی: McArthur Township) یک منطقهٔ مسکونی در ایالات متحده آمریکا است که در شهرستان لوگان، اوهایو واقع شده‌است.
 بخش مک آرتور ۷۰٫۵۵ کیلومتر مربع مساحت و ۲٬۰۱۶ نفر جمعیت دارد و ۳۶۳٫۰۲ متر بالاتر از سطح دریا واقع شده‌است.